# Aydınbulaq
Aydınbulaq är en ort i Azerbajdzjan.   Den ligger i distriktet Şəki Rayonu, i den centrala delen av landet, 230 kilometer väster om huvudstaden Baku. Aydınbulaq ligger 429 meter över havet och antalet invånare är 885.
Terrängen runt Aydınbulaq är kuperad åt sydväst, men åt nordost är den platt. Närmaste större samhälle är Byuyuk-Dakhne, 14,1 kilometer väster om Aydınbulaq. 
Trakten runt Aydınbulaq består till största delen av jordbruksmark. Runt Aydınbulaq är det ganska glesbefolkat, med 38 invånare per kvadratkilometer.